# Oleg Zinger
Oleg Alexandrowitsch Zinger (russisch Олег Александрович Зингер (Цингер); * 23. Februarjul. / 8. März 1909greg. in Moskau; † 9. Januar 1997 in Nîmes) war ein russisch-deutscher Maler, Graphiker und Illustrator.

## Leben
Zinger stammte aus einer Gelehrtenfamilie. Sein Vater, Alexander, war Physiker und Sohn des deutsch-russischen Mathematikers Wassili J. Zinger, die Mutter Schauspielerin am Stanislawski-Künstlertheater.
Im Jahre 1922 kamen sie nach der Machtergreifung der Bolschewiki und russischem Bürgerkrieg mit der ersten Emigrationswelle nach Deutschland. Er bereiste Paris und besuchte dort auch Maler, u. a. Zinaida Serebriakova. 1926/27 war er in Berlin Schüler von Wilhelm Müller-Schönefeld, ab 1927 lernte er an der dortigen Unter-Anstalt des Staatlichen Kunstgewerbe-Museums bei Oskar Hermann Werner Hadank.
Er arbeitete dann in Berlin als gutbeschäftigter freischaffender Werbegrafiker. In der Zeit des Nationalsozialismus war er obligatorisch Mitglied der Reichskammer der bildenden Künste. Es ist jedoch lediglich 1937 seine Teilnahme an der Ausstellung „Graphik und Kleinplastik“ in Berlin sicher belegt. Die Fachzeitschrift Gebrauchsgrafik urteilte 1934: „Unbestritten gehört Zinger zu den stärksten Begabungen des Berliner Nachwuchses …. Farbe und Komposition sind immer ‚plakatif‘.“ U. a. war er ab etwa 1934 der Hauszeichner der großen Kleiderfirma Esders & Dyckhoff. Das Berliner Adressbuch verzeichnet ihn 1943 in Lankwitz, Ingridpfad 23. Das Haus wurde 1943 durch Bomben zerstört. Wie andere Künstler hielt sich Zinger gern in Łeba an der Kurischen Nehrung auf. Der „Bund der Lebaer e.V.“, ein „Zusammenschluss von im früheren ostpommerschen Ostseebad Leba und dessen näherer Umgebung geborenen und ansässig gewesenen Personen mit ihren Ehepartnern sowie deren Nachkommen“ nennt Oleg Zinger als unter den mit dem berühmten Ostseebad nachhaltig verbundenen Malern.

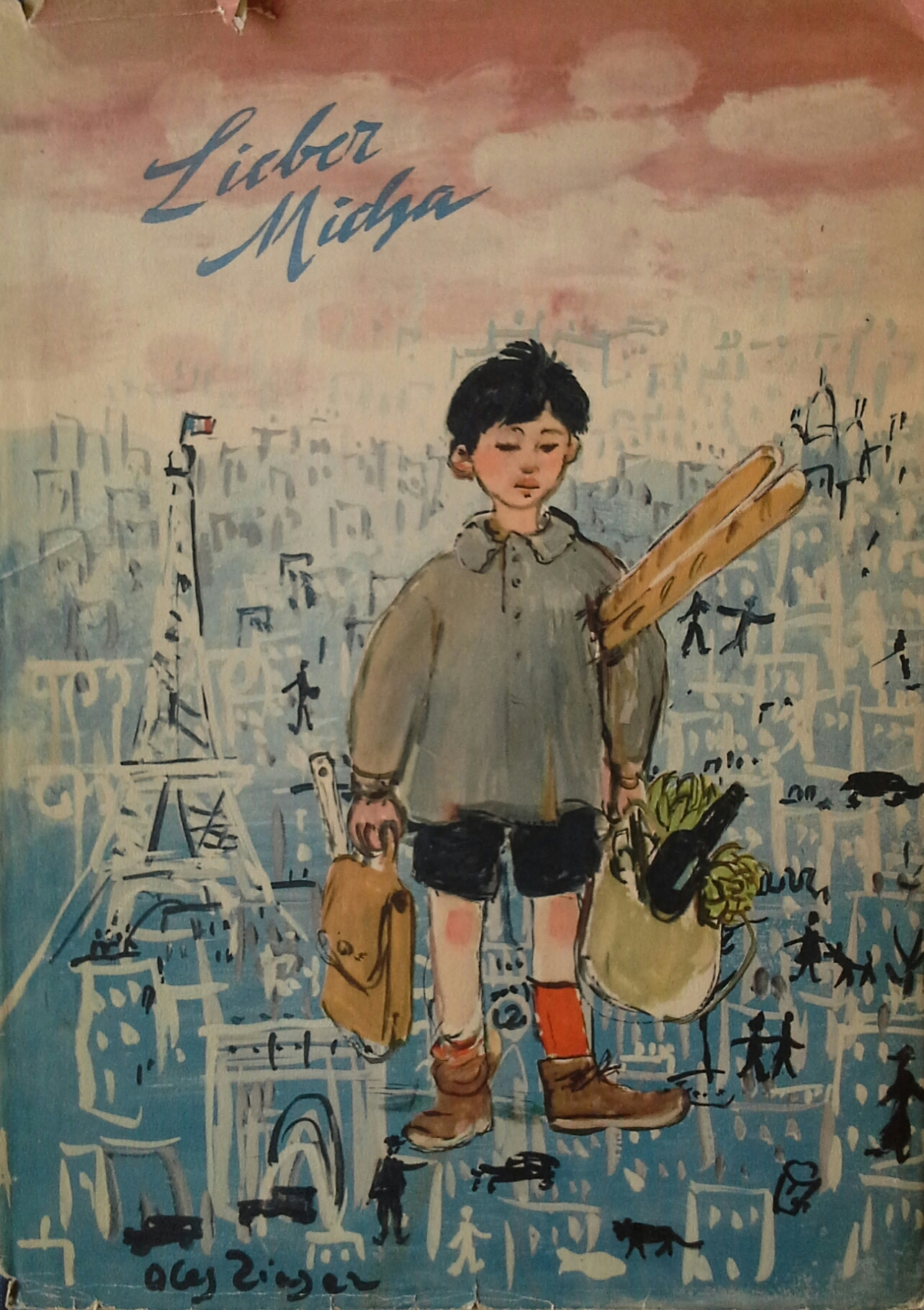
Bild von Buchumschlag

1945 wurde Zinger in Berlin von sowjetischen Truppen verhaftet, aber wieder freigelassen. 1948 ging er mit einem Flüchtlingspass nach Paris, wo er wieder in der Werbung arbeitete. Von seinen ersten Eindrücke von Paris zeugen Bilder, die in dem Kinderbuch „Lieber Micha“ wiedergegeben sind.
Zingers Werk umfasst eine Vielzahl von Vignetten, Illustrationen, Tierzeichnungen und Plakaten. Hinzu kommen Stillleben und Bildnisse.
Neben seinem künstlerischen Werk hat sich Zinger mit einer Autobiographie hervorgetan, die als Quelle für die russische Emigration des 20. Jahrhunderts in Deutschland und Frankreich den Zeitraum von fünf Jahrzehnten (1932–1975) abdeckt und darin ohne Beispiel ist.
Zinger wurde in Saint-Siffret begraben.

## Werke

### Tafelbilder (Auswahl)
- Berliner Tiergarten (Tempera; Museum für moderne Kunst, Prag)
- Ruinen in Berlin-Wilmersdorf (Öl auf Leinwand, 39 × 50 cm, 1946; Berlinische Galerie)[5]

### Buchillustrationen (Auswahl)
- Georg Richter: Die ruhebedürftigen Tiere. Wolfgang Weber Verlag, Überlingen 1948.
- Ist das ein Löwe? Der Kinderbuchverlag, Berlin 1950.
- Er heißt Jacob. Der Kinderbuchverlag, Berlin 1951.

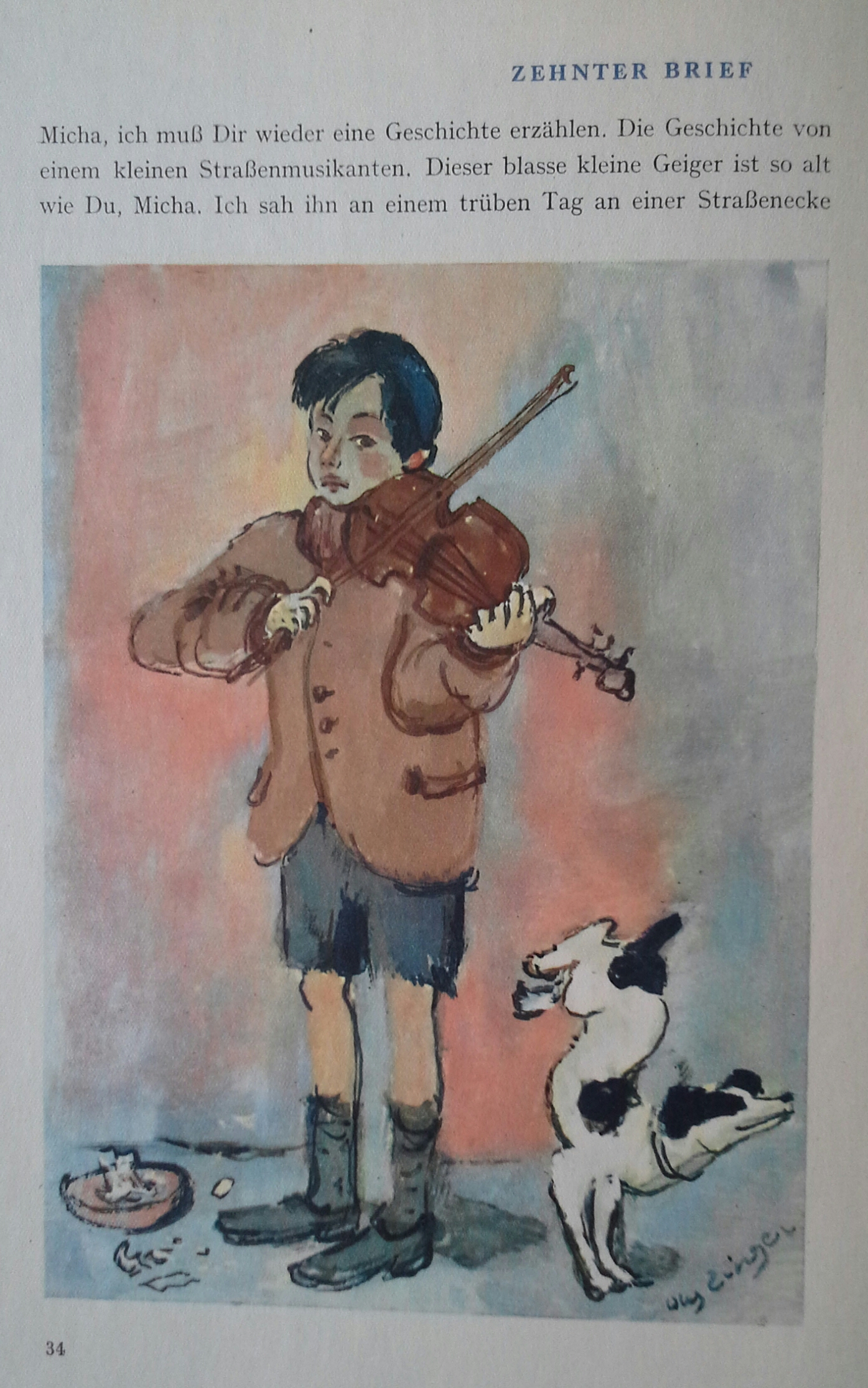
Illustration zu "Lieber Micha"

- Illustration zu "Lieber Micha"Lieber Micha. Dreizehn Briefe aus Paris mit Bildern von Oleg Zinger. Der Kinderbuchverlag, Berlin 1951.[6]
- Bruno Horst Bull: Rätselkönig. 222 Rätsel in 99 Geschichten. Herder-Verlag, Freiburg im Breisgau 1972.
- Hans-Jürgen Nierentz: Ein Tunichtgut aus Xanten, der hatte drei reiche Tanten. Vergnügliche Limericks. Herderbücherei, Band 840, 1981
- Michail Jurjewitsch Lermontow: Der Dämon. Ein morgenländisches Poem. Feuervogel-Verlag, Frankfurt (Main) 1992.

## Ausstellungen (unvollständig)
- 1946 und 1956: Berlin, Wolff´s Bücherei
- 1980: Berlin, Galerie Taube (Bilder und Graphik 1944 – 1980)
- 1981: Mönchengladbach, Wohnwelt Fliescher (Ölbilder, Gouachen, Siebdrucke, Pinselzeichnungen)